# Mistrovství Evropy v krasobruslení 2017
Mistrovství Evropy v krasobruslení 2017 byl 109. ročník soutěže evropských krasobruslařů organizovaný Mezinárodní bruslařskou unií (ISU) pro sezónu 2016-17. Odehrával mezi 25. až 29. lednem 2017 v ostravské Ostravar aréně. Soutěže probíhaly ve čtyřech kategoriích – muži, ženy, sportovní dvojice a taneční páry.
Jednalo se o jednu z největších sportovních událostí roku 2017 v České republice a o největší událost v Moravskoslezském kraji.

## Pořadatelství
Mistrovství Evropy v krasobruslení 2017 bylo první mistrovství Evropy konající se na Moravě a šesté na českém území. Předtím se mistrovství Evropy konaly v letech 1934, 1937, 1948, 1988, 1999 v Praze a v roce 1928 v Opavě. Ostrava již předtím hostila juniorské Grand Prix.
Pořadatelství bylo Ostravě přiděleno v roce 2014 Mezinárodní bruslařskou unií v Dublinu. Ostrava a Český krasobruslařský svaz (ČKS) usilovali o přidělení šampionátu již od roku 2010, nejvíce v roce 2016 kdy ale uspěla Bratislava.

## Medailisté
| Soutěž            | zlato                                    | stříbro                        | bronz                             |
| Muži              | Javier Fernández                         | Maxim Kovtun                   | Mikhail Kolyada                   |
| Ženy              | Jevgenija Medveděvová                    | Anna Pogorilaja                | Carolina Kostnerová               |
| Sportovní dvojice | Jevgenija Tarasovová Vladimir Morozov    | Aljona Savčenková Bruno Massot | Vanessa Jamesová Morgan Ciprès    |
| Taneční páry      | Gabriella Papadakisová Guillaume Cizeron | Anna Cappellini Luca Lanotte   | Ekaterina Bobrova Dmitri Soloviev |